# NGC 1048
NGC 1048 este o galaxie LINER situată în constelația Balena. A fost descoperită în 10 noiembrie 1885 de către Lewis A. Swift.